# Deviantart
DeviantArt (deviantART od 7. avgusta 2000. do 3. decembra 2014, skraćeno "DA" ili "dA" od strane članova) je onlajn zajednica za umetnička dela, videografiju i fotografiju. Sajt je 7. avgusta 2000. pokrenuo Angelo Sotira, Scott Jarkoff, Matthev Stephens i drugi. Radovi su organizovani u strukturu kategorije, uključujući fotografiju, digitalnu umetnost, tradicionalnu umetnost, književnost, Fleš, snimanje filmova, skinove za aplikacije, uslužne programe za prilagođavanje operativnog sistema i druge, zajedno sa resursima za preuzimanje kao što su tutorijali i fotografije. Dodatne funkcije uključuju "časopise", "ankete", "grupe" i "portfolije".
DeviantArt, Inc. ima sedište u holivudskom području Los Anđelesa, Kalifornija, Sjedinjene Američke Države. Fella, mali karakter robota, bio je zvanična maskota sajta do 2014. godine. Do 2008. godine domen deviantart.com je imao najmanje 36 miliona posetilaca godišnje. Do 2010. godine korisnici DeviantArt-a su slali preko 1,4 miliona "favorita" i 1,5 miliona komentara dnevno. Od jula 2011, to je bila 13. najveća društvena mreža sa 3,8 miliona nedeljnih poseta. Od januara 2017. godine, sajt je imao više od 26 miliona članova i 251 milion priloga. Kompanija je 23. februara 2017. objavila da je Wix.com preuzela ugovor u iznosu od 36 miliona dolara. Godine 2018. Deviantart je objavio još jedan redizajn, trenutno pod nazivom "Eclipse".

## Istorija
DeviantArt je počeo kao sajt povezan sa ljudima koji su uzimali računarske aplikacije i modifikovali ih prema sopstvenim ukusima, ili koji su "odstupali" od aplikacija iz originalnog dizajna. Kako je lokacija rasla, članovi su generalno postali poznati kao "devijanti" a njihove objave kao "devijacije". DeviantArt je prvobitno pokrenut 7. avgusta 2000. godine, Scott Jarkoff, Matt Stephens, Angelo Sotira i drugi, kao deo šire mreže muzičkih sajtova pod nazivom Dmusic Netvork. Sajt je uveliko cvetao zbog svoje jedinstvene ponude i doprinosa svoje osnovne baze članova i tima volontera nakon njegovog lansiranja, ali je zvanično inkorporiran 2001. oko osam meseci nakon lansiranja.
DeviantArt je bio inspirisan projektima kao što su Winamp facelift, customize.org, deskmod.com, screenphuck.com i skinz.org, sve aplikacije zasnovane na koži. Sotira je poverila sve javne aspekte projekta Scottu Jarkoffu kao inženjeru i vizionaru za pokretanje ranog programa. Sva tri suosnivača delila su pozadinu u zajednici primene skinninga, ali je Matt Stephens čiji je glavni doprinos DeviantArtu bio predlog da koncept ide dalje od skinninga i više prema "umetničkoj zajednici". Mnogi pojedinci koji su uključeni u početni razvoj i promociju DeviantArt-a i dalje drže pozicije u projektu, od administratora do volontera koji rade kao direktori galerija i administracije mreže poruka. Angelo Sotira trenutno služi kao glavni izvršni direktor DeviantArt, Inc.
1. novembra 2006. godine, DeviantArt je svojim korisnicima dao mogućnost da podnesu svoje radove pod Creative Commons licencama dajući umetnicima pravo da izaberu kako se njihovi radovi mogu koristiti.[15] Creative Commons licenca je jedna od nekoliko javnih licenci za autorska prava koja dozvoljavaju distribuciju radova zaštićenih autorskim pravima. 30. septembra 2007. godine, kategoriji filmova dodata je DeviantArt, koja je omogućila umetnicima da postavljaju video zapise. Umetnik i drugi gledaoci mogu dodati napomene delovima filma, dajući komentare ili kritike umetniku o određenom trenutku u filmu.[16] U 2007, DeviantArt je primio 3,5 miliona dolara u seriji A (prva runda) finansiranja od neobjavljenih investitora,[17] a 2013. je primio 10 miliona dolara u seriji B finansiranja.[18]

Dana 4. decembra 2014. godine, sajt je predstavio novi logo i najavio objavljivanje zvanične mobilne aplikacije na iOS-u i Androidu koja će biti objavljena 10. decembra 2014.
DeviantArt je 23. februara 2017. godine kupljen od strane Wix.com, Inc. za 36 miliona dolara. Sajt planira da integriše DeviantArt i Wix funkcionalnost, uključujući mogućnost korištenja DA resursa na veb stranicama izgrađenim sa Wix-om, i integraciju nekih Wix-ovih alata za dizajn u veb-lokaciju.
Od 1. marta 2017, DeviantArt je zabranio Siriji da pristupi svojim uslugama u potpunosti navodeći američke i izraelske sankcije, a nakon toga, 19. februara 2018. godine, sirijski korisnik "Mythiril" iskoristio je VPN za pristup veb-lokaciji i otkrio geoblokiranje u časopisu "Hipokritizam Deviantarta" koji je izazvao javni protest zbog Deviantarta i drugih lokacija. DeviantArt je na kraju okončao geoblokiranje osim u komercijalne svrhe.

### Autorska prava i pitanja licenciranja
Nema revizije za potencijalne povrede autorskih prava i Creative Commons licenciranja kada se rad dostavi DeviantArtu, tako da potencijalna kršenja mogu ostati nezapažena sve dok ih ne prijave administratorima koristeći mehanizam koji je dostupan za takva pitanja. Neki članovi zajednice bili su žrtve kršenja autorskih prava od strane prodavaca koji su ilegalno koristili radove na proizvodima i otiscima, kao što je objavljeno 2007. godine. Sistem izveštavanja u kome se protiv kršenja autorskih prava direktno suprotstavlja na sajtu je bio podložan brojnim kritikama od strane članova sajta, s obzirom na to da može potrajati nedeljama, ili čak mesec dana pre nego što se usvoji žalba zbog kršenja autorskih prava.

### Takmičenja za kompanije i akademske zajednice
Zbog prirode DeviantArt-a kao umetničke zajednice sa svetskim dosegom, kompanije koriste DeviantArt da se promovišu i kreiraju više oglašavanja kroz takmičenja. CoolClimate je istraživačka mreža koja je povezana sa Univerzitetom u Kaliforniji, a 2012. godine su održali takmičenje na temu uticaja klimatskih promena. Primljeni su izveštaji širom svijeta, a pobednik je objavljen u The Huffington Postu.
Različite automobilske kompanije su održale takmičenja. Dodž je 2012. godine održao takmičenje za umetnost Dodž Darta, a primljeno je preko 4.000 prijava. Pobednici su dobili nagrade za novac i artikle, a bili su prikazani u galeriji u sedištu Dodž-Krajslera. Leksus je u partnerstvu sa kompanijom DeviantArt 2013. godine vodio konkurs za novčane i druge nagrade zasnovane na njihovom Leksus IS dizajnu; dizajn pobednika postao je modifikovani Lekus IS i predstavljen je na sajmu SEMA 2013 u Los Anđelesu, u Kaliforniji.
DeviantArt je takođe domaćin takmičenja za predstojeće filmove, kao što je Riddick. Umetnička dela za Riddick su podneta, a reditelj Dejvid Dvohi izabrao je pobednike, koji će dobiti novčane nagrade i neke druge nagrade vezane za DeviantArt, kao i da su njihovi radovi napravljeni na zvaničnim plakatima fan-arta za događaje. Slično takmičenje održano je i za Dark Shadows gde su pobednici dobili novčane i druge nagrade.
Video igre takođe održavaju takmičenja sa DeviantArtom, kao što je 2013 Tomb Raider takmičenje. Pobednikov rad je otišao u zvaničnu štampu koja je prodata na internacionalnom nivou u prodavnici Tomb Raider, i primila novčane i druge nagrade. Drugi pobednici su takođe primili novčane i DeviantArt nagrade.

## Vebsajt
Sajt ima preko 358 miliona slika koje je objavilo preko 35 miliona registrovanih članova. Do jula 2011, DeviantArt je bila najveća online umetnička zajednica. Članovi DeviantArt-a mogu ostaviti komentare i kritike na pojedinačnim stranicama o odstupanju, i omogućiti da se sajt nazove "[slobodna] aplikacija za evaluaciju kolega". Uz tekstualnu kritiku, DeviantArt sada nudi opciju da se ostavi mala slika kao komentar. Ovo se može postići korišćenjem opcije DeviantArt Muro, alatke za crtanje zasnovane na pretraživaču koju je DeviantArt razvio. Međutim, samo članovi DeviantArt-a mogu sačuvati svoj rad kao devijaciju. Još jedna karakteristika Mura je ono što se naziva "Redraw"; on snima korisnika dok crta svoju sliku, a zatim korisnik može objaviti celi proces kao filmsku devijaciju. Neki umetnici su krajem 2013. počeli da eksperimentišu sa upotrebom žitarica za doručak kao predmet svojih komada, iako je ovaj trend tek počeo da se širi.
Pojedinačne devijacije su prikazane na njihovim stranicama, sa listom statističkih informacija o slici, kao i mesto za komentare umetnika i drugih članova, te mogućnost deljenja putem drugih društvenih medija (Facebook, Twitter, itd.). Devijacije se moraju organizovati u kategorije kada član učita sliku i to omogućava pretrazi kompanije DeviantArt da pronađu slike koje se odnose na slične teme.
Pojedini članovi mogu da organizuju svoje devijacije u fascikle na svojim ličnim stranicama. The member pages (profiles) show a member's personally uploaded deviations and journal postings. Članske stranice (profili) prikazuju članove osobno učitane devijacije i objavljivanja u dnevniku. Časopisi su lični blogovi za članske stranice, a izbor teme je na svakom članu; neki ga koriste da govore o svojim ličnim ili umetničkim životima, drugi ga koriste da šire svest ili šalju podršku za neki cilj. Also displayed are a member's "favorites", a collection of other users' images from DeviantArt that a member saves to its own folder. Prikazani su i "favoriti" članova, kolekcija slika drugih korisnika iz DeviantArt-a koje član snima u sopstvenu fasciklu. Još jedna stvar koja se nalazi na stranici profila je član "posmatrača"; član dodaje još jednog člana na svoju "listu praćenja" kako bi bio obavešten kada neko učita nešto. Obaveštenja posmatrača se prikupljaju u članskom Centru za poruke sa drugim obaveštenjima, kao kada drugi korisnici komentarišu odstupanja tog člana ili kada je slika člana stavljena u nečije omiljene.
Da bi komunicirali na privatnijem nivou, mogu se slati "Notes" između pojedinačnih članova, kao e-mail unutar sajta. Druge mogućnosti za komunikaciju među članovima su forumi DeviantArt-a za dugoročnije diskusije i chat sobe za grupno dopisivanje.